# 新・御宿かわせみ
『新・御宿かわせみ』（しん・おんやどかわせみ）は、平岩弓枝作の連作時代小説シリーズ。幕末が舞台である『御宿かわせみ』の続編に当たる。
文藝春秋発行の文芸誌『オール讀物』2007年1月号より連載開始。時代は明治へと変わり、大人になった『御宿かわせみ』主要人物の子供達に主役が移っている。

## 設定
明治6年（1873年）の暮れ、5年半の医学留学を終え、神林麻太郎がイギリスから帰国する。大川端にある宿屋（旅籠）「かわせみ」は、旧幕時代と変わらずに商売を続けているが、その周囲にも、そしてかわせみにも、辛く悲しい出来事が世の混乱とともに起こる。
医師となった麻太郎をはじめ、幼なじみで親友の畝源太郎、従姉妹の麻生花世や神林千春ら新時代を生きる若者達が、かわせみの女主人るいをはじめとする周囲の大人たちに支えられて様々な事件を解決し、成長していく姿を描く。捕り物や人間模様のみならず、西洋から入る文化によって人々が少しずつ変わっていく様や、江戸から東京へと街が変わっていく様も描く。

## 作品・単行本
出版元は何れも文藝春秋。
1. 新・御宿かわせみ（2008年1月、ISBN 978-4-16-326680-0） - 文庫版 2010年8月、ISBN 978-4-16-771015-6
  - 「築地居留地の事件」（2007年1月号・2月号）
  - 「蝶丸屋おりん」（2007年3月号）
  - 「桜十字の紋章」（2007年5月号）
  - 「花世の縁談」（2007年6月号）
  - 「江利香という女」（2007年7月号）
  - 「天が泣く」（2007年8月号 - 10月号）
2. 華族夫人の忘れもの（2008年10月、ISBN 978-4-16-327490-4） - 文庫版 2011年8月、ISBN 978-4-16-771017-0
  - 「華族夫人の忘れもの」（2007年11月号）
  - 「士族の娘」（2007年12月号）
  - 「牛鍋屋あんじゅ」（2008年2月号）
  - 「麻太郎の休日」（2008年3月号）
  - 「春風の殺人」（2008年4月号）
  - 「西洋宿館の亡霊」（2008年5月号・6月号）
3. 花世の立春（2010年1月、ISBN 978-4-16-328800-0）- 文庫版 2012年12月、ISBN 978-4-16-771020-0
  - 「明石橋の殺人」（2008年11月号）
  - 「俥宿の女房」（2008年12月号）
  - 「花世の立春」（2009年1月号）
  - 「糸屋の女たち」（2009年4月号・5月号）
  - 「横浜不二山商会」（2009年7月号・8月号）
  - 「抱卵の子」（2009年10月号・11月号）
4. 蘭陵王の恋（2013年3月、ISBN 978-4-16-381970-9）- 文庫版 2015年10月、ISBN 978-4-16-790461-6
  - 「イギリスから来た娘」（2011年8月号・9月号）
  - 「麻太郎の友人」（2011年10月号）
  - 「姥捨山幻想」（2011年11月号）
  - 「西から来た母娘」（2012年1月号）
  - 「殺人鬼」（2012年3月号・4月号）
  - 「松前屋の事件」（2012年7月号・8月号・9月号）
  - 「蘭陵王の恋」（2012年10月号）
5. 千春の婚礼（2015年1月、ISBN 978-4-16-390187-9）- 文庫版 2018年1月、ISBN 978-4-16-790992-5
  - 「宇治川屋の姉妹」（2013年9月号・10月号）
  - 「千春の婚礼」（2013年11月号・12月号）
  - 「とりかえばや診療所」（2014年1・2月号）
  - 「殿様は色好み」（2014年3月号・4月号・5月号）
  - 「新しい旅立ち」（2014年6月号）
6. お伊勢まいり（2016年1月、ISBN 978-4-16-390383-5）
  - 「お伊勢まいり（長編）」（2015年2月号・3月号・4月号・5月号・6月号・7月号・8月号）- 文庫版 2019年1月、ISBN 978-4-16-791204-8
7. 青い服の女（2017年3月、978-4-16-390619-5）
  - 「霧笛」（2015年9月号）
  - 「玄猪祭さわぎ」（2015年10月号・11月号）
  - 「去年今年」（2016年1月号・2月号）
  - 「青い服の女」（2016年3月号・4月号・5月号[1]）
  - 「二人女房」（2016年5月号・6月号）
  - 「安見家の三姉妹」（2016年7月号・8月号・9月号）

## 登場人物
神林（かみばやし）麻太郎
元南町奉行所吟味方与力の神林通之進の養子だが、実は通之進の弟で旧幕時代は軍艦操練所教授並であった神林東吾の息子。イギリスから帰国するまで、東吾の実子とは知らずに育った。父譲りの美男子であり、行動力も好奇心も旺盛な人懐っこい性格、一人で菓子屋に平気で入るのも父親そっくりである。御維新の混乱の中で、祖父の麻生源右衛門、叔母の麻生七重、従兄弟の麻生小太郎が自宅で何者かに惨殺される事件が起き、イギリスへの医学留学が目前だった小太郎の代わりにと、叔父の麻生宗太郎をはじめとする周囲に強く勧められてイギリスへ渡る。五年半のイギリス留学を終えて帰国した後は、イギリス人医師のリチャード・バーンズが築地居留地に構えた住宅兼診療所に下宿し、新進気鋭の医師として診療にあたりながら、源太郎の手伝いをしている。
神林千春
東吾とかわせみの女主人るいの一人娘。母同様の美人で、おきゃんな性格。幕末、父・東吾の乗った軍艦が破船沈没し、東吾は行方不明になるが、父の生存を頑なに信じ、母が一代で築いたかわせみを取り仕切っている。麻太郎が異母兄であることを知らずにいたが、あることがきっかけで母に宛てた父の遺書を見つけ、麻太郎の出生の秘密を知ることになる。
畝（うね）源太郎
元南町奉行所の定廻り同心で「捕り物名人」と呼ばれた畝源三郎の息子。正義感が強く実直、お人好しなところは父譲りである。父が麻生家襲撃事件の探索中、何者かに銃撃されて非業の死を遂げると、母の千絵や妹の千代とは別れ、八丁堀に近い一ノ橋の近くで一人暮らしを始めた。「よろず探索仕り候」の看板を掲げ、長助とともに探偵のような仕事をしながら、麻生家襲撃事件の犯人と父を銃撃した犯人を捜している。麻生家の事件と父の銃撃事件が解決した後は、新時代の法律を学ぶべく司法の勉強をしながら、探偵稼業をしている。
麻生花世
元将軍家御典医の天野家の長男で、旗本の麻生家に婿入りした医師の麻生宗太郎の娘。お転婆で舌鋒鋭く、幼馴染の麻太郎や源太郎がたじろぐことも多いが、繊細で勘が鋭く、面倒見の良いところもある。御維新の混乱で祖父・母・弟を失った後は父と離れてかわせみに下宿し、築地居留地にあるA六番館女学校で勉学にいそしみながらバーンズ医師の手伝いをしていた。その後はA六番館女学校の助手を経て、同校の教師となる。
長助
源太郎の祖父の代から畝家に使え、深川界隈を縄張りにする老練なお手先（岡っ引）だったが、御維新後は亡き旧主の忘れ形見である源太郎に命をかけて奉公し、探偵稼業を手伝ったり、身の回りの世話を行う。本職は深川佐賀町のそば屋「長寿庵」の主人だが、とうの昔に店を妻と息子に任せている。お手先時代から権力を振りかざすことなく、粘り強い探索と細やかな心配り、面倒見の良さで主人を支えてきた。
仙五郎
旧幕時代は飯倉･麻布付近を縄張りにし、畝源三郎から手札をもらっていたお手先。本業は桶屋だが息子にすっかり任せ、捕り物に走り回っていた。抜かりない探索や気配り、面倒見の良さでは長助にも引けをとらない。かつては狸穴の方月館に度々顔を出しては師範代の東吾に捕り物の知恵を借りており、自分では「神林東吾の一の子分」の心づもりでいたほど。御維新後は町内の世話役として、揉め事の仲裁役などをしているが、手に余る相談事があると通之進の元を訪れ、知恵を借りている。

### かわせみ
神林るい
大川端に旧幕時代からある宿屋、かわせみの女主人。元は南町奉行所同心・庄司源右衛門の一人娘。父亡き後、士族の身分を捨てて大川端に宿屋「かわせみ」を開いた。長い間身分違いの忍ぶ仲だった東吾と結婚した後は、一人娘の千春も生まれ、幸せな家庭生活を送る。幕末に東吾が行方不明となるが、娘の千春同様、生存を信じて待ち続けている。しとやかで、年齢を感じさせないほどの若さと美しさを保っているが、様々な厄介事や相談事が持ち込まれても気前よく引き受ける女長兵衛な一面も。麻太郎ら若者達のよき相談相手である。
嘉助
かわせみの大番頭で、かつてはるいの亡父・庄司源右衛門の若党だった。るいが同心株を返上して宿屋を開く際、番頭として改めてるいに仕える。忠義者で高齢になった今でも捕方時代の鋭い観察眼は衰えず、かわせみの屋台骨を支えている。
お吉（おきち）
かわせみの女中頭。かつては母共々庄司家の奉公人だったが、嫁に出てすぐに夫に先立たれ、出戻ってきた。嘉助同様、るいが宿屋を開く際に改めて女中として仕える。忠義者だがおっちょこちょいで、おしゃべりな上に噂好き。度々るいに叱られているが、年を重ねた今もいっこうになおる気配はない。
正吉（しょうきち）
かわせみの番頭。幼い頃のある事件がきっかけで東吾らと知り合い、その縁で母のおとせが狸穴の剣術道場・方月館に住み込み奉公したため、狸穴で暮らすようになる。立派に成長し、嘉助の跡継ぎとしてかわせみの見習い番頭になった後、番頭に出世する。るいや千春を始め、嘉助やお吉ら周囲からも頼りにされている。
お晴（おはる）
かわせみの女中頭代理。両親や祖父母を次々に亡くして天涯孤独の身の上だったが、旧幕時代だった十四歳の頃に、お吉の姪・おすぎの縁でかわせみへ女中奉公にあがる。姪の縁で入ったこともあり、お吉からは他の女中より厳しく鍛えられた。明るくてはきはきしており、若い千春を支えるしっかり者である。

### バーンズ診療所
リチャード・バーンズ
築地居留地で評判の、52歳になるイギリス人医師。御維新前に来日し、在日イギリス領事館に勤務していた弟のフィリップ・バーンズ同様、麻生宗太郎と家族ぐるみの親しい付き合いをしてきた。日本語が堪能。日本人の妻を迎えるほどの親日家で、麻太郎のイギリス留学に兄弟で尽力し、帰国後は麻太郎の師となる。築地居留地にある住居兼診療所の洋館は表玄関に鶏の鏝絵があり、居留地の人々から「鶏の館」と呼ばれ、親しまれている。
マグダラ・バーンズ
バーンズ医師の一歳年上の姉で薬剤師。通称はマギー。司法関係の仕事をしていた夫と死別した後、薬剤師の勉強をして弟と共に来日。リチャード夫妻や麻太郎と共に鶏の館で暮らし、弟と同じく日本語に堪能。薬物に対する深い知識と母のような情愛で麻太郎を助ける。
たまき
リチャード・バーンズの妻。父は漢方の医者で、薬草や毒草の大知識だったが50歳にもならないうちに亡くなってしまう。義姉・マギーの配慮により、家庭内の日常語は日本語。診療所内での表だった役割はないが、義姉や麻太郎とも良好な関係を築いている。

### 神林家
神林通之進（かみばやし みちのしん）
麻太郎の養父であり、東吾の兄。旧幕時代は南町奉行所の吟味方与力をしていた。東吾以上に美男子で、才気煥発との呼び声高く、周囲からの人望も厚い。ある事件がきっかけで母を失った麻太郎を養子に迎え、妻の香苗共々、自らの実子同様に育て上げる。東吾が師範代を務めていた縁で知己となった方月館の道場主・松浦方斎の紹介で、旧幕時代から方月館の隣に土地を取得しており、御維新後はそこに家を建てて隠居生活に入るが、今でも様々な人々が知恵を借りにやってくる。
香苗
麻太郎の養母で通之進の妻。元々は麻生源右衛門の長女であり、通之進とは幼馴染。おっとりと優しい性格で、長助からは観音様と言われるほど。夫の通之進とともに麻太郎を育て、「自分がお腹を痛めて産んだ子としか思えない」と言い切るほどの愛情を注ぐ。

### 方月館診療所
麻生宗太郎
元将軍家御典医・天野家の長男で医者。些細な出来事から東吾と知り合い、友人となる。さらに東吾の縁で、本所に住む旗本・麻生源右衛門の次女である七重と出会い、その後婿入り。飄々としている反面、思いやり深く医療への情熱にあふれ、腕の良さとともに患者を身分や金銭で差別しないことから「名医」との評判が高い。幕府が瓦解し、本所の自宅が召し上げられたこともあって、義兄・通之進の提案により道場主・松浦方斎亡き後の方月館を医療の場にすべく、一家で狸穴に移り住む直前、義父・妻・息子を何者かに惨殺される。その後は「方月館診療所」の看板を掲げ、末弟の天野宗三郎や医学に志ある人々が集まり、評判の診療所となっている。るいや若者達のよき相談相手だが、娘の花世には手を焼くこともある。
天野宗三郎
麻生宗太郎の異母弟で、旧幕時代は将軍家御典医を務めた天野家の跡取り。宗太郎と共に方月館診療所で診療にあたっている。
おとせ
正吉の母で、剣術道場のころから方月館に仕える女中。方月館の一切を長年取り仕切り、当番を決めて家事を行う男ばかりの方月館で、監督役を引き受けている。

### 和洋堂
畝千絵
源太郎の母で、畝源三郎の妻。元々は蔵前の札差･江原屋の一人娘だったが、通之進の機転により、相思相愛の源三郎と夫婦になる。それからは形ばかりの女主人として店を奉公人に任せ、同心の妻として過ごしてきた。御維新の混乱のなか、麻生家襲撃事件の探索をしていた夫が何者かの手で銃殺される悲劇に遭う。未亡人となって後、札差の得意先だった武家の依頼もあり、自立のため江原屋の奉公人達と古美術の店「和洋堂」を日本橋に開き、繁盛させている。夫が死去して後、源太郎との関係がぎくしゃくしてしまうが「源太郎の好きにさせたい」という気持ちから息子の自由に任せている。
千代
源太郎の妹で畝源三郎の娘。千春の幼馴染。母と共に和洋堂を切り盛りしている。

## テレビドラマ

### 1997年のテレビドラマ
タイトルは『新・御宿かわせみ』であるが、原作は『御宿かわせみ』である。テレビ朝日で1997年10月16日 - 1998年3月12日放送。

### 2013年のテレビドラマ
2013年5月6日にBSスカパー!で初放映。
同年9月16日に時代劇専門チャンネルにて放送。
1980年から1983年までNHKで放送された『御宿かわせみ』の続編(単発ドラマ)である。
放映後、2014年に続編が製作される事がアナウンスされたが、2020年現在製作されていない。
時代劇専門チャンネル、NHKエンタープライズ製作。前作に引き続き主人公・るい役の真野響子や小野寺昭、山口崇、結城美栄子が当時の役を演じる。

#### キャスト
- 神林るい：真野響子
- 神林麻太郎：渡辺大
- 畝源太郎：松田悟志
- 神林千春：前田希美
- 小林嶋次郎：三浦貴大
- 神林東吾：小野寺昭
- 畝源三郎：山口崇
- お吉：結城美栄子
- 長助：不破万作
- 定之助：本田博太郎
- おたね：剣幸
- 勝三：川野太郎
- 嘉助：笹野高史
- 養源寺住職：津川雅彦
- 神林香苗：岸惠子

#### スタッフ
- 監督：黛りんたろう
- 音楽：住友紀人
- 脚本：中島丈博
- 原作：平岩弓枝